# Arban, Nargund
Arban là một làng thuộc tehsil Nargund, huyện Gadag, bang Karnataka, Ấn Độ.